# Afrectopius usambaricus
Afrectopius usambaricus är en stekelart som beskrevs av Heinrich 1967. Afrectopius usambaricus ingår i släktet Afrectopius och familjen brokparasitsteklar. Inga underarter finns listade i Catalogue of Life.